# Elisabeth Leonskaïa
Elisabeth Leonskaïa (en russe : Елизавета Ильинична Леонская, Elizaveta Ilinitchna Leonskaïa), née le 23 novembre 1945 à Tbilissi, en RSS de Géorgie (Union soviétique), est une pianiste russe et autrichienne. 

## Biographie
Elle donne son premier concert à l'âge de onze ans. En 1964, elle commence des études au Conservatoire de Moscou avec Jacob Milstein. Pendant ses années de conservatoire, elle obtient des prix dans de nombreux concours à Bucarest, Bruxelles et Paris (troisième grand prix du concours Long-Thibaud en 1965).
Elle quitte l'Union soviétique en 1978 et vit depuis en Autriche, à Vienne.
Elisabeth Leonskaïa a joué longtemps en duo avec Sviatoslav Richter et en soliste avec l'Orchestre philharmonique de New York, l'Orchestre philharmonique de Los Angeles, l'Orchestre de Cleveland, le London Philharmonic Orchestra, le Royal Philharmonic Orchestra, l'Orchestre symphonique de la BBC, l'Orchestre de la Tonhalle de Zurich, l'Orchestre philharmonique de Berlin, l'Orchestre du Gewandhaus de Leipzig, les orchestres de radio de Hambourg, Cologne et Munich, l'Orchestre philharmonique tchèque.
Elisabeth Leonskaïa a joué les trois dernières sonates de Beethoven à Verbier à l'été 2018 et un programme Schubert à Paris le 27 novembre 2018.